# 克萊縣 (佛羅里達州)
克莱县（英語：Clay County）是位于美国佛罗里达州东北部的县。根据2020年美國人口普查结果显示，该县人口为218,245人。该县县治及最大城市皆为格林科夫斯普林斯。